# Günsberg
Günsberg est une commune suisse du canton de Soleure, située dans le district de Lebern.

Vue aérienne (1949)

## Monuments et curiosités
Les ruines du château de Balm bei Günsberg sont situées au-dessous d'un surplomb rocheux. Elles faisaient partie de l'ancien château des seigneurs de Balm construit probablement vers le milieu du XIe s.

## Références

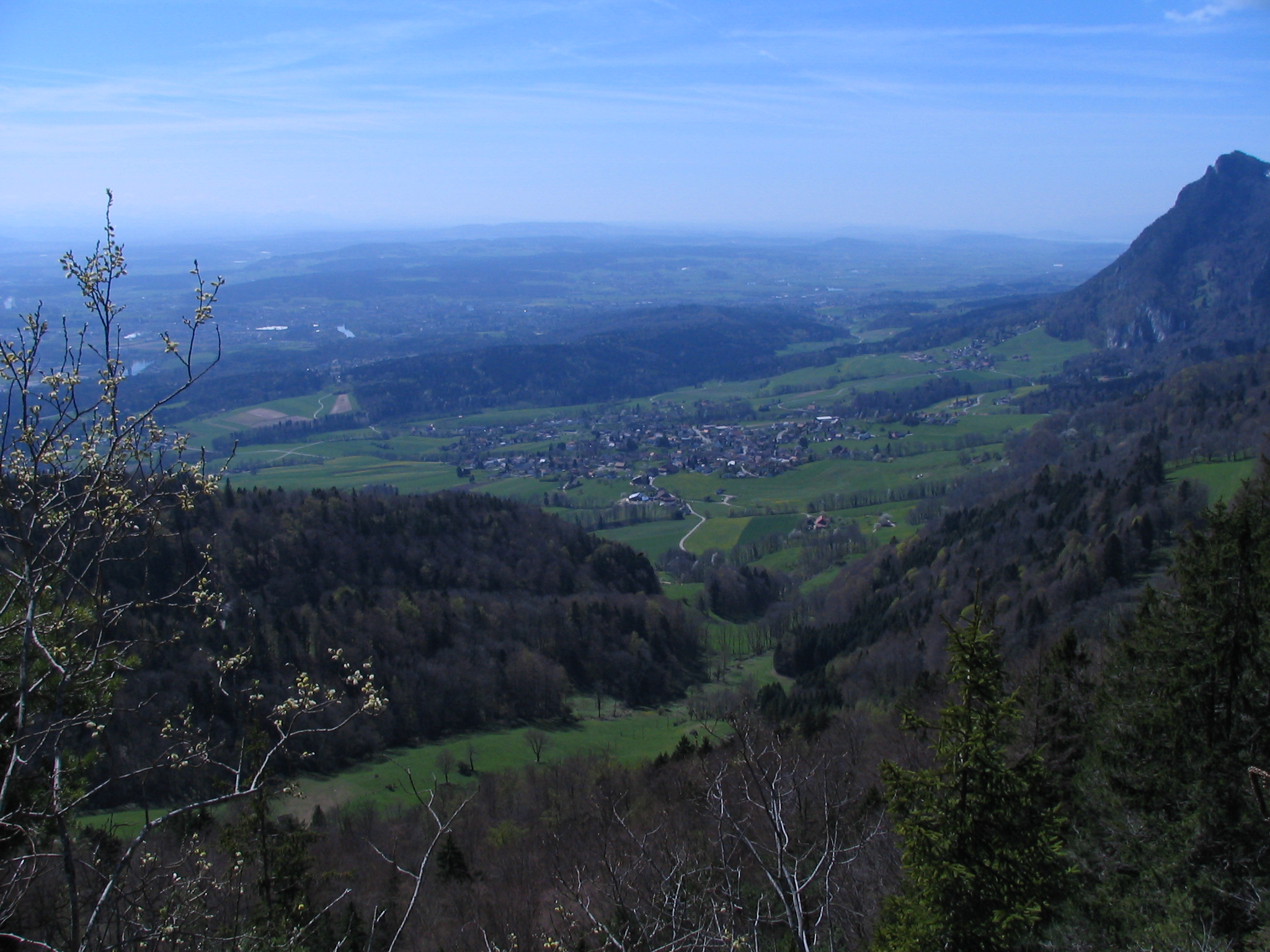
Günsberg vu du Jura